# ミセスLOCKS!
『ミセスLOCKS!』（ミセス・ロックス）は、2017年10月4日から2021年3月30日まで、及び2022年4月4日から、TOKYO FMのラジオ番組『SCHOOL OF LOCK!』（以下、SOL）内で放送されているコーナーである。

## 概要
- SOLの「超現代史の講師」のMrs. GREEN APPLEが担当[3][4]。
- UNISON SQUARE GARDENの後任として開始。
- 2018年6月27日は、大森と若井が、「2018 FIFAワールドカップ」を観戦したため、ドバイで収録が行われた[5]。
- 2020年7月7日は、Mrs. GREEN APPLEのメジャーデビュー5周年を目前に控え、マイベストミセスの授業を拡大して、（23:08 - 23:25以外にも、22:20 - 22:26、22:47 - 22:53、23:00 - 23:02も）授業が行われた[6][7]。
- 2021年3月16日の放送で、同月30日を以って休講（終了）することを発表[8]。
- 2021年3月30日、最終回に伴い、時間を拡大して、生放送教室から放送された。3年半の放送に幕を閉じた[9]。
- 2022年4月4日、Mrs. GREEN APPLEが「フェーズ2開幕」として活動を再開したことで番組も再開。引き続き「超現代史の講師」を担当することとなった。フェーズ2はフェーズ1とは異なり、基本的に3人全員で授業を行う。
- 2024年1月22日放送分より、大森が突発性難聴を原因に欠席。
- 2024年2月12日放送分より、突発性難聴を原因に欠席していた大森が復帰。

## 講師（出演者）
- Mrs. GREEN APPLE

2017年10月4日 - 2020年7月7日（フェーズ1）
大森以外は基本的に交代で出演。
- 大森元貴 - 基本的に毎週出演。
- 若井滉斗
- 藤澤涼架
- 山中綾華
- 髙野清宗

2020年7月14日 - 9月1日（活動休止中）
7月14日 - 8月4日は若井・藤澤と山中・髙野に分かれて隔週交代で出演。8月11日　- 9月1日は4人で出演。
- 若井滉斗
- 藤澤涼架
- 山中綾華
- 髙野清宗

2020年9月8日 - 2021年3月30日（活動休止中）
- 大森元貴

2022年4月4日 - 現在（フェーズ2）
基本的に全員で出演。
- 大森元貴 - 2022年7月25日・8月1日、2024年1月22日・29日・2月5日、7月29日・8月5日・12日は欠席。
- 若井滉斗 - 2022年8月22日・29日は欠席。
- 藤澤涼架 - 2025年1月13日・20日は欠席。

## コーナー
- みんなの今

生徒から、今の悩みや、日常で起こっていることなどを取り上げ、書き込みを読む授業。「ミセスLOCKS!」のスタンダード授業。
- マイベストミセス

2020年5月11日 - 9月1日放送。
Mrs. GREEN APPLEのベストアルバム「5」を楽しむための授業。
生徒が、アルバム19曲のうち、過去にリリースされた15曲の中から1曲、20秒以内のボイスメッセージを送り、それを紹介する授業。
8月12日 - 9月1日の4週は、延長戦と題し、新曲4曲についてメンバーが紹介した。

## 放送時間
- 水曜日 23:08 - 23:25（2017年10月4日 - 2018年3月28日）
- 水曜日 23:13 - 23:30（2018年4月4日 - 2020年3月25日）
- 火曜日 23:08 - 23:25（2020年4月7日 - 2021年3月30日）
- 月曜日 23:08 - 23:25（2022年4月4日 - 現在）